# Tinggarjaya (Jatilawang)
Tinggarjaya is een bestuurslaag in het regentschap Banyumas van de provincie Midden-Java, Indonesië. Tinggarjaya telt 10.591 inwoners (volkstelling 2010).